# Расплинута логика
Расплинута логика или фази логика (енгл. fuzzy logic) представља уопштење класичне логике, развијено над теоријом расплинутих скупова. За разлику од класичне логике, у којој искази могу имати вредности тачно и нетачно, расплинута логика пружа аналитички апарат којим се могу моделирати искази чија истинитосна вредност може припадати континуалном прелазу од тачног ка нетачном. Ово се може илустровати кроз пример:
| „ | Разматрајући температуру воде за купање, нека се моделира преференца одређене особе. Употребом јасних бројевних вредности се она може поставити на 41 °. Ипак, уочљиво је да човек није у стању да осети мале температурне разлике, као и да му шири опсег температура може бити прихватљив, што води ка интервалној толеранцији, која може износити нпр. [38 °, 43 °]. Према том моделу, све температуре подједнако одговарају датој особи, што у принципу не одговара стварности. Дакле, зависно од примене, може се јавити потреба за моделом који ће изразити и колико је нека темература прихватљива. То јест: колико неки елеменат (температура) припада скупу пожељних температура. Ово је изводљиво дефинисањем расплинутог скупа који ће свакој температури дати степен прихатљивости у континуалном опсегу од неприхватљивог до идеалног. | ” |

Под претоставком да се могу јавити нејасноћа или питање по чему је расплинутост различита од вероватноће, може се направити осврт на горенаведени пример. Нека су дате T, која датој особи расплинуто одговара 0.9, и T, која датој особи одговара са вероватноћом од 0.9. T одговара особи свакако, јер је ближа идеалној температури воде него некој неодговарајућој температури. Свакако спада у скуп жељених температура. Код T постоји вероватноћа 0.1 да температура воде уопште није одговарајућа. То јест да је 4 ° или 95 °.